# Východ je rudý

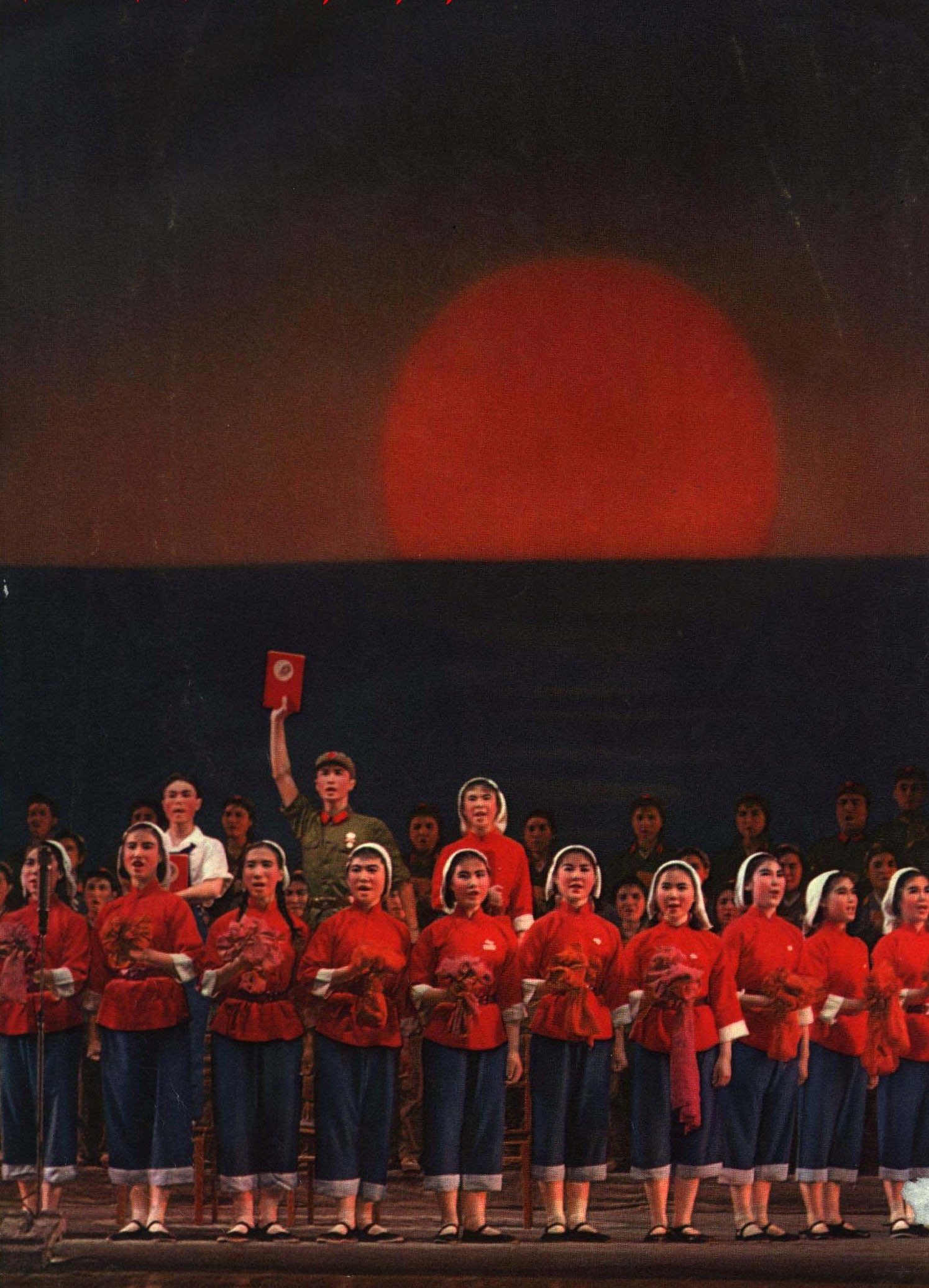
Zpěv písně Východ je rudý v roce 1967

Východ je rudý (čínsky 东方红; pinyin: Dōngfāng Hóng; český přepis: Tung-fang chung) je čínská propagandistická píseň z období kulturní revoluce oslavující Komunistickou stranu Číny a Mao Ce-tunga. Autorem textu je Li Jou-jüan (李有源), melodie pochází z tradiční čínské hudby provincie Šen-si.
Během kulturní revoluce se píseň stala dokonce neoficiální státní hymnou Čínské lidové republiky, byla často hrána v oficiálních hrách té doby, po jejím skončení se však frekvence její reprodukce právě kvůli spojitosti s tímto obdobím znatelně zmenšila. Že zcela nezmizela však dokazují příklady jejího dalšího užití.
Dodnes se hraje ve státních čínských rozhlasech jako znělka a jako jejich identifikační znak. Objevila se jako ústřední motiv v životopisném filmu o Mao Ce-tungovi z roku 1992. První čínský satelit nesl stejné jméno a z vesmíru reprodukoval její melodii. Dodnes zůstává hudebním symbolem Čínské lidové republiky.

## Text písně
| Čínština | Hanyu pinyin | Český přepis |
| --- | --- | --- |
| 东方红，太阳升， 中国出了个毛泽东。 他为人民谋幸福， 呼尔海哟，他是人民大救星！ 毛主席，爱人民， 他是我们的带路人， 为了建设新中国， 呼尔海哟，领导我们向前进！ 共产党，像太阳， 照到哪里哪里亮。 哪里有了共产党， 呼尔海哟，哪里人民得解放！ 东方红，太阳升， 中国出了个毛泽东。 他为人民谋幸福， 呼尔海哟，他是人民大救星！ | Dōngfāng hóng, tàiyáng shēng, Zhōngguó chū liǎo ge Máo Zédōng, tā wèi rénmín móu xìngfú, hū ěr hǎi yō, tā shì rénmín dà jiùxīng! Máo zhǔxí ài rénmín, tā shì wǒmén de dàilùrén wèi liǎo jiànshè xīn Zhōngguó, hū ěr hǎi yō, lǐngdǎo wǒmén xiàng qiánjìn! Gòngchǎndǎng xiàng tàiyáng, zhào dào nǎlǐ nǎlǐ liàng, nǎlǐ yǒu liǎo Gòngchǎndǎng, hū ěr hǎi yō, nǎlǐ rénmín dé jiěfàng! Dōngfāng hóng, tàiyáng shēng, Zhōngguó chū liǎo ge Máo Zédōng, tā wèi rénmín móu xìngfú, hū ěr hǎi yō, tā shì rénmín dà jiùxīng! | Tung-fang chung, tchaj-jang šeng, Čung-kuo čchu liao ke Mao Ce-tung, tcha wej žen-min mou sing-fu, chu er chaj jo, tcha š' žen-min ta ťiou-sing! Mao ču-si aj žen-min, ta š' wo-men te taj-lu-žen wej liao ťien-še sin Čung-kuo chu er chaj jo, ling-tao wo-men siang čchien-ťin! Kung-čchan-tang siang tchaj-jang, čao tao na-li na-li liang, na-li jou liao Kung-čchan-tang, chu er chaj jo, na-li žen-min te ťie-fang! Tung-fang chung, tchaj-jang šeng, Čung-kuo čchu liao ke Mao Ce-tung, tcha wej žen-min mou sing-fu, chu er chaj jo, tcha š' žen-min ta ťiou-sing! |

| Překlad |
| --- |
| Východ je rudý, slunce stoupá, Čína stvořila Mao Ce-tunga, ten v zájmu lidu usiluje o štěstí, chu er chaj jo, on je lidu velký osvoboditel! Předseda Mao miluje lid, může být naším průvodcem v zájmu vybudování nové Číny, chu er chaj jo, vede nás směrem vpřed! Komunistická strana podobná slunci, kamkoliv dosvítí, kdekoliv je světlo, tam je Komunistická strana, chu er chaj jo, tam je lid osvobozen! Východ je rudý, slunce stoupá, Čína stvořila Mao Ce-tunga, ten v zájmu lidu usiluje o štěstí, chu er chaj jo, on je lidu velký osvoboditel! |

1. ↑  Obvykle se překládá jako hurá, sláva. Jednotlivé znaky znamenají: hū - provolávat, ěr - a poté, hǎi - moře a yō - citoslovce zvolání.